# De Haas-van Alphen-effect
Het de Haas-van Alphen-effect (dHvA) werd in 1930 ontdekt door Wander de Haas en Pieter Martinus van Alphen.
Het dHvA-effect beschrijft aan de hand van de kwantummechanica oscillaties in een metaalkristal als functie van een extern magnetisch veld. Dit is een gevolg van de splitsing van energie-niveaus in een magnetisch veld (Landaukwantisatie). 
De energieniveaus worden gegeven door een 
{\displaystyle (n+{\frac {1}{2}})\hbar \omega _{c}}, waarbij {\displaystyle \omega _{c}={\frac {eB}{m}}}
met de cyclotronfrequentie. Op het absolute nulpunt van temperatuur worden de elektronen opgevuld tot aan het Fermi-niveau, voor sommige waarden van het B-veld wordt daarmee precies een aantal energieniveaus geheel gevuld en is de energie gelijk aan die zonder het B-veld. Voor tussenliggende waarden voor B is het energieniveau hoger. Daarom oscilleert de Fermi-energie als functie van het magnetisch veld. Daarmee oscilleren ook alle fysische grootheden die van de Fermi-energie afhangen op dezelfde manier, bijvoorbeeld de magnetische susceptibiliteit.
Het effect is alleen meetbaar bij zuivere kristallen (anders wordt het effect vervaagd door interacties) in sterk magnetische velden (anders is de splitsing te klein) en bij lage temperaturen (anders kunnen elektronen te makkelijk door thermische activatie van niveau wisselen).